# Huggies
Huggies là một thương hiệu tã dùng một lần và khăn ướt trẻ em của tập đoàn Kimberly-Clark. Được bán thử nghiệm lần đầu trên thị trường vào năm 1968, Huggies sau đó đã chính thức ra mắt vào năm 1978, thay thế cho thương hiệu Kimbies trước đó.

## Lịch sử
Huggies được bán thử nghiệm lần đầu trên thị trường vào năm 1968, đến năm 1978, Kimberly-Clark đã chính thức ra mắt Huggies, thay thế cho thương hiệu Kimbies trước đó. Ngay lập tức, Huggies trở thành thương hiệu được người tiêu dùng Mỹ chú ý và săn đón. Với những cải tiến không ngừng từ sản phẩm qua từng năm, đến năm 1985, Huggies là thương hiệu hàng đầu trong lĩnh vực tã bỉm và tã lót có doanh thu đứng đầu nước Mỹ từ năm 1993.
Năm 2007, Huggies đã chính thức ra mắt tại thị trường Việt Nam với các dòng bỉm dành riêng cho bé trai, bé gái cùng các sản phẩm chăm sóc mẹ và bé. Vào tháng 5 năm 2011, nhà máy sản xuất tã lót đầu tiên được lắp đặt ở nhà máy của Kimberly-Clark tại Bình Dương.
Các dòng sản phẩm liên quan đến trẻ em của Huggies đều dẫn đầu trên thị trường như miếng lót, tã dán, tã quần cho trẻ từ sơ sinh; quần lót giấy dành cho trẻ em; và khăn lau giấy cho trẻ.